# Peugeot 207
De Peugeot 207 is een compacte klasse personenauto, geproduceerd door de Franse autofabrikant Peugeot van 2006 tot 2014. Het model werd gepresenteerd in januari 2006 en kwam naar Europa in April 2006. Het model werd in 2012 opgevolgd door de Peugeot 208. Vanaf 2012 tot 2014 werd de 207+ nog geproduceerd voor een aantal landen, daarna viel het doek. De 207 CC bleef tot 2015 leverbaar.

## Afmetingen en specificaties
De 207 is 4,03 meter lang, 1,72 meter breed (exclusief zijspiegels) en 1,47 meter hoog en de wielbasis is 2,54 meter. Met deze maten is het nieuwe model 20 cm langer dan de 206 en heeft hij een 8 cm langere wielbasis. De Peugeot 207 deelt zijn onderstel met de Citroën C3.
De auto weegt gemiddeld 1.250 kilo (afhankelijk van het uitrustingsniveau + opties).

## Uitvoeringen

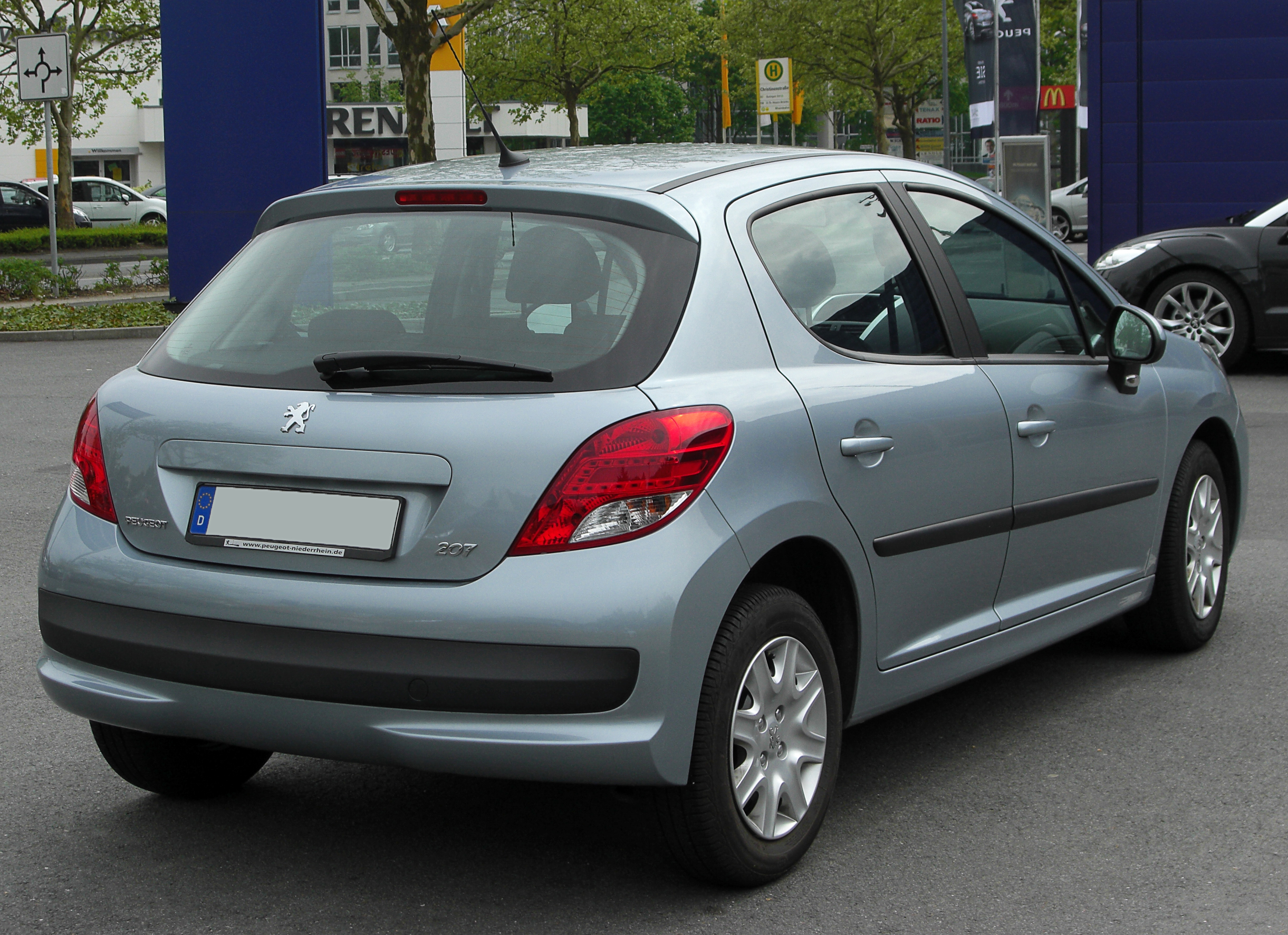
207 5-deurs hatchback

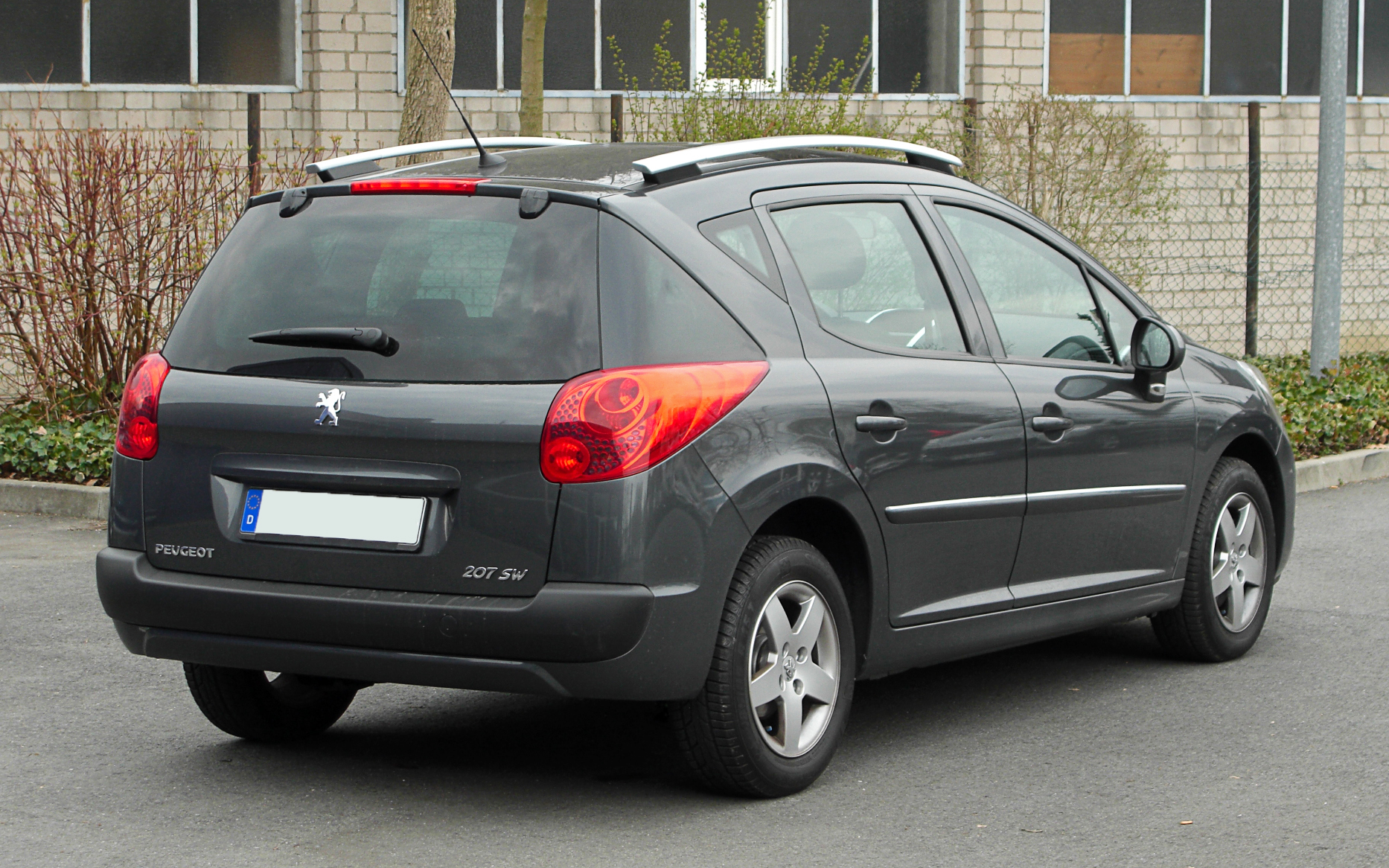
207 SW stationwagen

De Peugeot 207 was verkrijgbaar in een 3- en 5-deurs Berline (hatchback), SW (stationwagon) en een CC (coupé-cabriolet) model.
De volgende uitrustingniveaus waren beschikbaar:
| Nederland   | België                                     |
| ----------- | ------------------------------------------ |
| XR          | Urban                                      |
| X-line      | Trendy                                     |
| XT          | X-Line                                     |
| XS          | Sporty                                     |
| XS première | Premium                                    |
| Blue Lease  | Platinum                                   |
| Féline      | Pack: Dynamic Edition (enkel bij Platinum) |
| Le Mans     | Pack: Navteq (X-line en Sporty)            |
| RC          | Pack: Sporty Pack (enkel bij Sporty)       |

### 207 CC

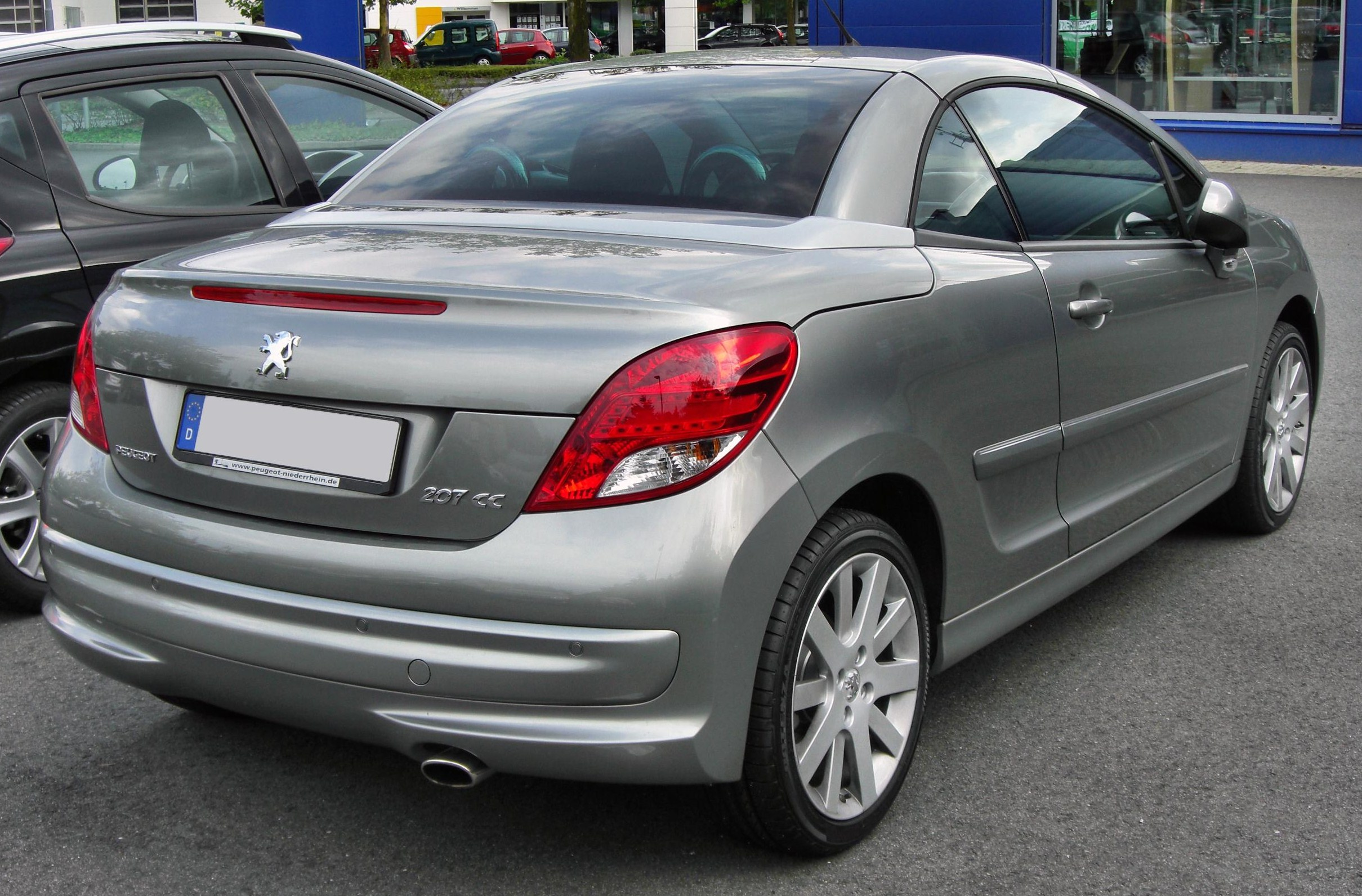
207 CC coupé-cabriolet

Deze coupé-cabriolet was beschikbaar met onderstaande motoren:
- 1.6-16V VTi benzine (120 pk)
- 1.6 THP benzine (150 pk)
- 1.6HDiF diesel (110 pk + roetfilter)

In België waren de volgende uitrustingsniveaus:
- CC
- CC Key West
- CC Pack
- CC Roland Garros

## Techniek
De benzinemotor "THP", is gemaakt in joint venture met BMW.
De dieselmotor is geheel ontwikkeld door Peugeot zelf, en wordt tevens uitbesteed naar vele andere wagens.
De benzinemotoren hebben een vermogen van 75 tot 175 pk en de dieselmotoren van 75 tot 110 pk.
| Type    | Vermogen | pk     | Inhoud  | Opmerking            |
| ------- | -------- | ------ | ------- | -------------------- |
| 1,4     | 54 kW    | 75 pk  | 1360 cc | 8 kleppen, tot 2007  |
| 1,4     | 67 kW    | 90 pk  | 1360 cc | 16 kleppen, tot 2007 |
| 1,4 VTi | 71 kW    | 95 pk  |         |                      |
| 1,6     | 82 kW    | 110 pk |         | 16 kleppen, tot 2007 |
| 1,6 VTi | 90 kW    | 120 pk |         |                      |
| 1,6 THP | 112 kW   | 150 pk | 1560 cc |                      |
| 1,6 THP | 130 kW   | 175 pk |         |                      |

| Type    | Vermogen | pk     | Inhoud  | Opmerking      |
| ------- | -------- | ------ | ------- | -------------- |
| 1,6HDi  | 66 kW    | 90 pk  | 1560 cc |                |
| 1,6HDiF | 80 kW    | 110 pk | 1560 cc | met roetfilter |

## Facelift

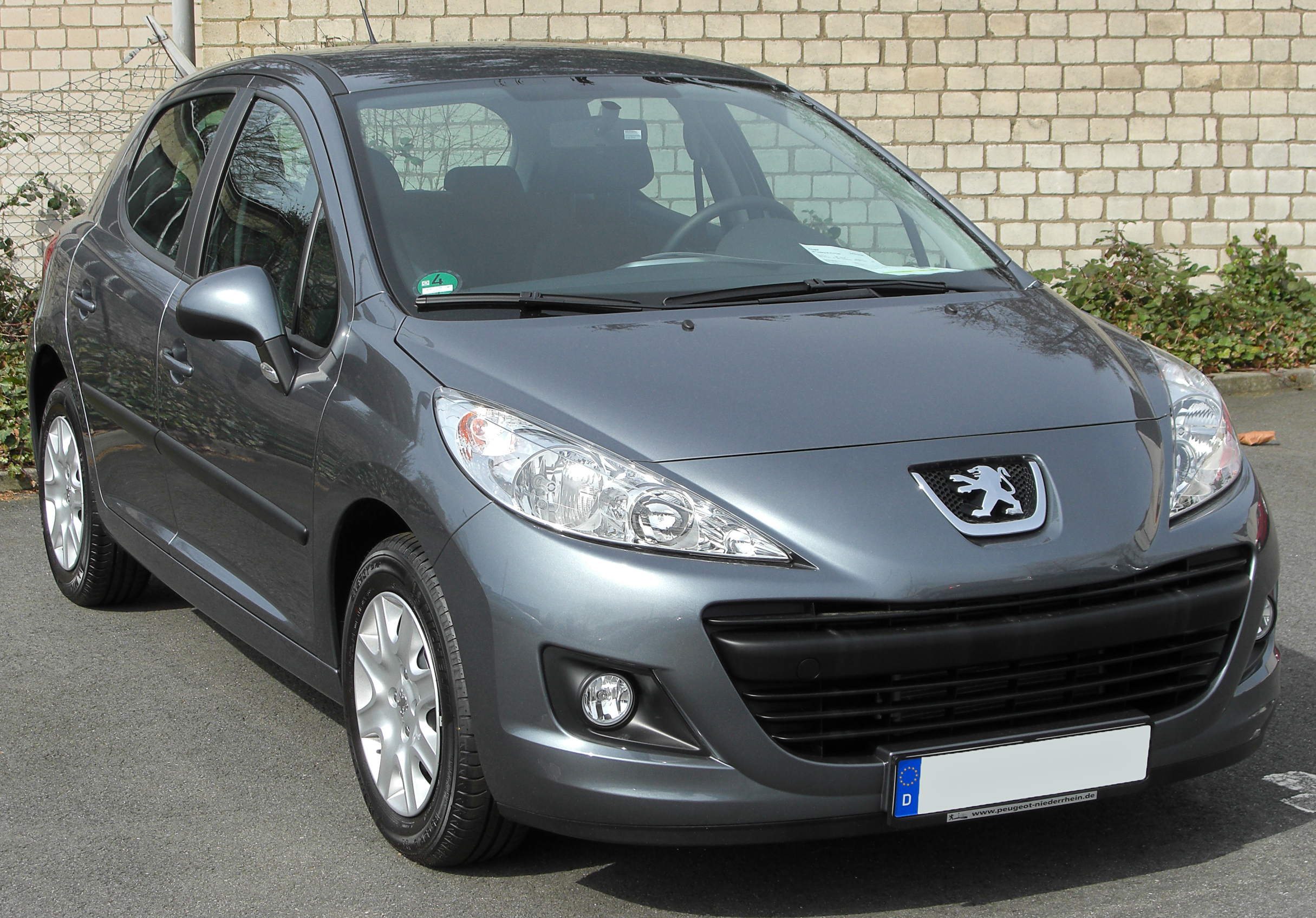
Peugeot 207 facelift

De 207 kreeg een facelift in juli 2009. Er kwam een nieuw voorgrille ontwerp, vergelijkbaar met die van de 307, en ledverlichting in de achterlichten. Enkele veranderingen aan het motormanagement zijn doorgevoerd, waarmee het vermogen iets toenam.

## Ontvangst
De Peugeot 207 kwam met enige kritiekpunten op de markt. De kritiek werd geuit op het ontwerp van het interieur, de kwaliteit van de versnellingsbak, de vaagheid van de besturing, en het hoge gewicht van de auto. Ondanks dat kreeg de 207 veel lof voor de waarde, veiligheid en het ontwerp.

## Trivia
De 207 was in 2007 het best verkochte model van Nederland en in België was de 207 de best verkochte wagen.